# ハルドール・アウスグリムソン
ハルドール・アウスグリムソン（アイスランド語: Halldór Ásgrímsson、発音: [ˈhalːtour ˈaːuskrimsɔn]、1947年9月8日 - 2015年5月18日）は、アイスランドの政治家。首相、外相などを歴任。
1974年から1978年まではアルシング（アイスランドの議会）の東部選挙区で議員として選出されており、1979年から2003年まではレイキャビク北部選挙区で選出されている。数年間、内閣で大臣職を務めており、すなわち1983年から1991年までは漁業相、1988年から1989年までは司法・教会相、1985年から1987年までは北欧協力相、1995年から2004年までは外相を務めている。
1994年に進歩党の党首に就任。2004年9月15日に、それまで13年間首相を務めていた独立党党首のダビッド・オッドソンから首相を引き継いだ。2006年5月の地方選挙敗北により辞任。
政界引退後は2007年から2013年まで北欧閣僚理事会事務総長を務めた。